# Tajumulco (San Marcos)
Tajumulco ist ein Ort und ein Municipio im Departamento San Marcos in Guatemala. Der Ort liegt rund 300 km nordwestlich von Guatemala-Stadt und knapp 40 km nordwestlich der Departaments-Hauptstadt San Marcos im Hochland der Sierra Madre auf 2050 Metern Höhe. Unmittelbar südöstlich des am Río Cutzulchimá gelegenen Ortes erhebt sich der 4220 Meter hohe Vulkan Tajumulco. Der Tajumulco ist der höchste Vulkan Guatemalas und Zentralamerikas.
Tajumulco ist von San Marcos aus über eine Landstraße zu erreichen, die östlich des Vulkans über La Grandeza und Serchil bis ins abgelegene Tal des Cutzulchimá führt. Westlich von Tajumulco gibt es nur mehr unbefestigte Wege, die zur rund 20 km entfernten mexikanischen Grenze bei Unión Juárez, zum etwas weiter nördlich davon gelegenen Vulkan Tacaná oder zur südwestlich gelegenen pazifischen Tieflandregion führen. Östlich von Tajumulco zweigt eine Landstraße nach Norden ab, über die Ixchiguán, Sibinal und damit auch der 4093 m hohe Tacaná zu erreichen sind. 
In dem 300 km² großen Municipio leben über 50.000 Menschen, von denen etwa 90 Prozent Mam-Mayas sind. Wegen der abgelegenen Lage im Hochland ist die Wirtschaft unterentwickelt und die Bevölkerung in der Regel von Armut gezeichnet. Das Municipio besteht neben dem Hauptort Tajumulco aus den Landgemeinden (Aldeas) Boxoncan, Bullaj, Chanchicupe, Costa Rica Joviu, El Malacate, El Malacatillo, La Unión Tolax, Pueblo Nuevo, San José La Paz, Santa Lucía Tolax, Tocuto, Tonimchun, Toquian Chico, Toquian Grande, Totana, Tuinima, Tuiquia, Tuiquimamel und Xolhuitz sowie aus über 120 Weilern. Die Nachbarmunicipios sind Sibinal und Ixchiguán im Norden, San Marcos im Osten, San Pablo und Malacatán im Süden sowie das genannte mexikanische Municipio Unión Juárez im Westen. 